# Ragotzkie Glacier
Ragotzkie Glacier är en glaciär i Antarktis. Den ligger i Östantarktis. Australien gör anspråk på området. Ragotzkie Glacier ligger 1 395 meter över havet.
Terrängen runt Ragotzkie Glacier är huvudsakligen kuperad, men österut är den bergig. Trakten är obefolkad. Det finns inga samhällen i närheten. 